# ساتن سنت ادموند
ساتن سنت ادموند (به انگلیسی: Sutton St Edmund) یک روستا و محله مدنی در بریتانیا است که در South Holland واقع شده‌است. ساتن سنت ادموند ۶۸۴ نفر جمعیت دارد.